# Hapag-Lloyd
Die Hapag-Lloyd AG ist ein börsennotiertes Transport- und Logistikunternehmen mit Unternehmenssitz in Hamburg.

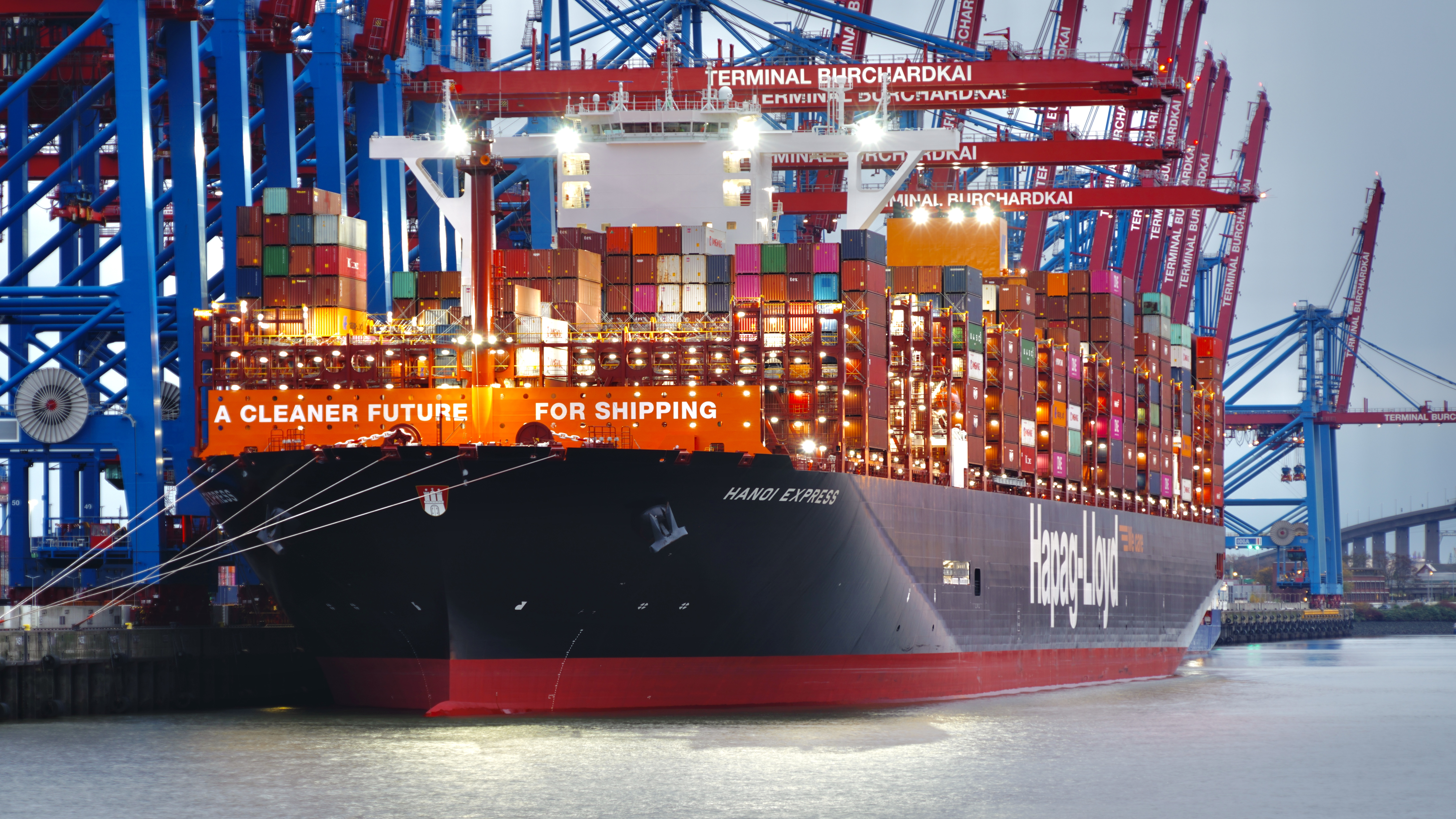
Hapag-Lloyd-Schiff der neuesten und größten Klasse im Hamburger Hafen

## Geschichte

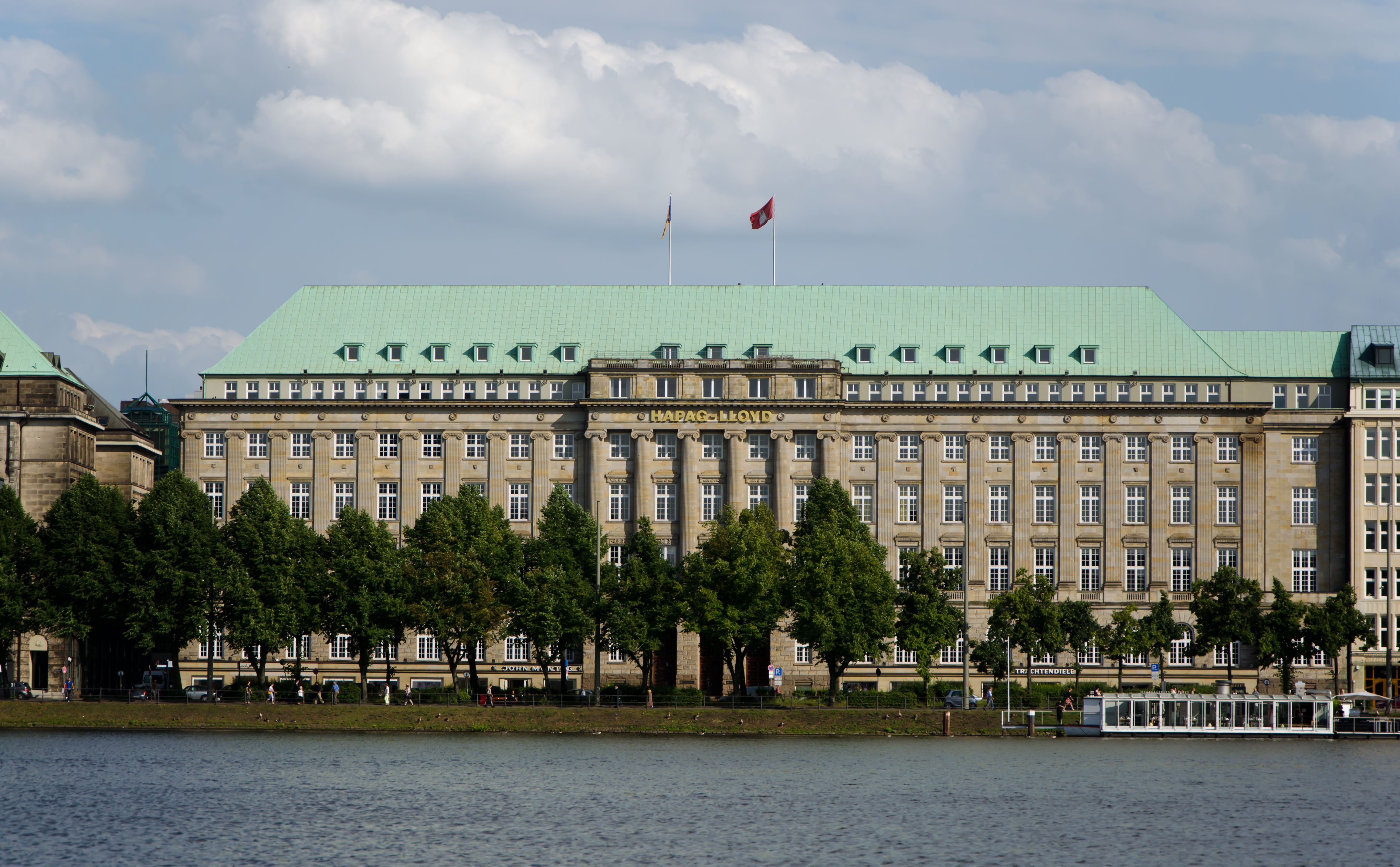
Firmensitz am Ballindamm in Hamburg

### Von der Gründung bis zur Gegenwart
1970 entstand die Hapag-Lloyd AG (HLAG) durch eine Fusion der beiden traditionsreichen Reedereien Hamburg-Amerikanische Packetfahrt-Actien-Gesellschaft (HAPAG) in Hamburg und Norddeutscher Lloyd (NDL) in Bremen. Die HAPAG wurde 1847 und der Norddeutsche Lloyd 1857 gegründet.
Die Liniennetze von Hapag und Norddeutschem Lloyd umspannten vor dem Ersten Weltkrieg den gesamten Erdball. Sowohl infolge des Ersten als auch des Zweiten Weltkrieges mussten beide Unternehmen den Totalverlust ihrer Flotten hinnehmen. In den jeweiligen Nachkriegsjahren gelang es ihnen jedoch, ihre Flotten wieder aufzubauen und den Betrieb fortzusetzen. Angesichts des Ende der 1960er-Jahre einsetzenden Booms im Containerverkehr fusionierten beide Unternehmen 1970 zur Hapag-Lloyd AG.
1971 gründeten HLAG, NYK, MOL, OCL und Ben Lines die „Trio“-Gruppe, ein Konsortium, das Vollcontainerdienste mit gemeinsamer Fahrplangestaltung zwischen Europa und Ostasien anbot.
1981 stellte die HLAG das seinerzeit größte Containerschiff der Welt, die Frankfurt Express, mit 3045 TEU in Dienst. 1991 kam mit der Hannover Express (später Kiel Express) das erste Schiff einer neuen Schiffsklasse mit einer Kapazität von 4409 TEU in Fahrt.

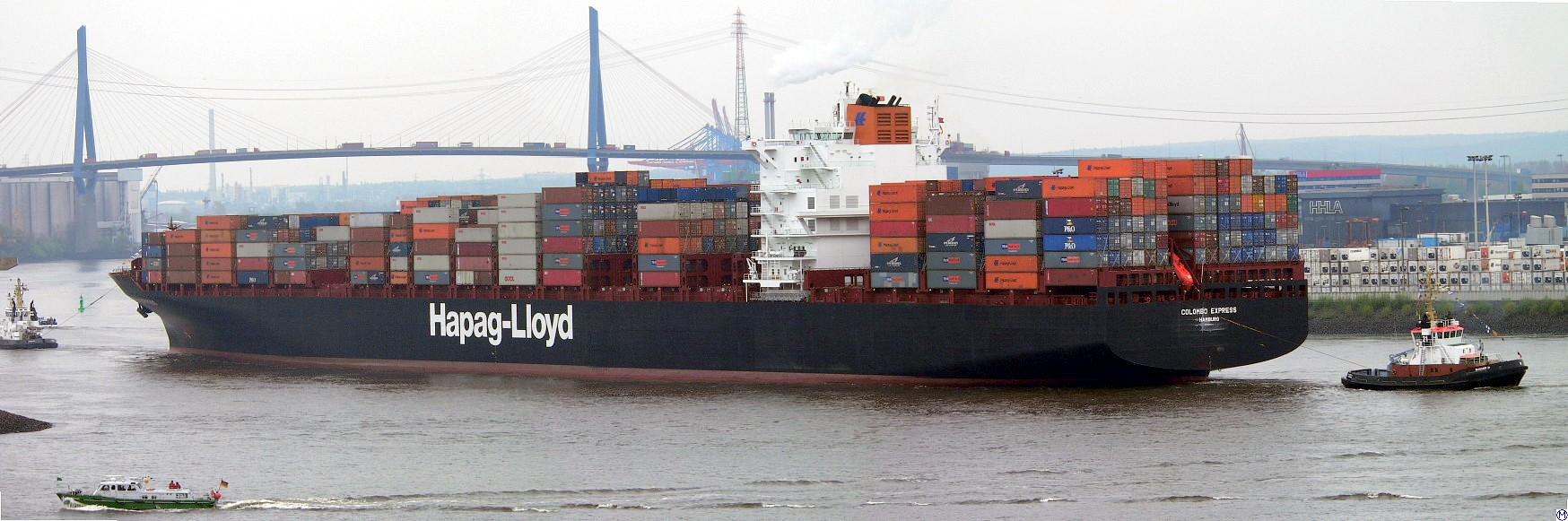
Colombo Express in den Hamburger Hafen einlaufend

Im Februar 1991 wurde das Trio-Konsortialabkommen beendet und stattdessen eine Kooperation mit den japanischen Reedereien Nippon Yūsen (NYK) und Mitsui O.S.K. Lines gestartet. Ab 1996 nahm im Ostasien-Geschäft schließlich das Konsortium Grand Alliance (aus NYK, Neptune Orient Lines (NOL) und Hapag-Lloyd) den Betrieb auf, das nach der Erweiterung um die britische P&OCL zu einem der führenden Anbieter von Linienschifffahrt in der Region aufstieg.
Im Jahr 1997 stellte Hapag-Lloyd die Shanghai Express (später Kobe Express) als erstes Schiff der London-Express-Klasse (später Kobe-Express-Klasse) in Dienst. 2001 wurde die Hamburg Express (später Dalian Express) als erstes von vier neuen Containerschiffen der Hamburg-Express-Klasse (später Dalian-Express-Klasse) mit einer Kapazität von jeweils 7500 TEU in Dienst gestellt. Zwei Jahre später folgte das vierte Schiff dieser Klasse, die Berlin Express (später Kiel Express). Darüber hinaus beteiligte sich das Unternehmen 2001 mit 25,1 % am Containerterminal Altenwerder (CTA) im Hamburger Hafen.
1997 wurde Hapag-Lloyd zu 99,2 % von der damaligen Preussag übernommen. 1998 stockte Hapag-Lloyd seine Anteile an der damaligen TUI von zuvor 30 % auf 50,1 % auf, woraufhin die Touristik-Sparten der Konzerne in der Hapag Touristik Union (HTU) zusammengefügt wurden. Dazu gehörten neben der TUI auch die Fluggesellschaft und die Reisebüros der Hapag-Lloyd. Im Jahr 2000 wurde die HTU in TUI Group umbenannt, diese ging 2001 direkt in der Mutter Preussag auf. Im Juni 2002 beschloss die Hauptversammlung eine Umbenennung der Preussag in TUI AG, die vollständige Übernahme Hapag-Lloyds durch die Preussag wurde schließlich im August 2002 abgeschlossen.
Im August 2005 gab die Muttergesellschaft TUI bekannt, für 1,7 Milliarden Euro die kanadische Reederei CP Ships zu übernehmen. Die Aktionäre von CP Ships stimmten der Fusion am 14. Dezember 2005 zu, nachdem das Management des Unternehmens bereits eine Verkaufsempfehlung ausgesprochen hatte, die Übernahme wurde schließlich im Dezember 2005 abgeschlossen. Für die Übernahme wurde eine Kapitalerhöhung seitens TUI von einer Milliarde Euro nötig. Durch die Fusion, die mit einem weiteren Ausbau der Hapag-Lloyd-Schiffsflotte und des Liniennetzes einherging, stieg das Unternehmen zur Nummer 5 in der weltweiten Containerschifffahrt auf.
2006 verschmolzen die vormalige Hapag-Lloyd AG und Hapag-Lloyd Container Linie GmbH zur neuen Hapag-Lloyd AG.
Im Jahr 2024 erzielte Hapag-Lloyd bei einem Umsatz von 19,1 Mrd. Euro einen Vorsteuergewinn (EBIT) in Höhe von 2,6 Mrd. Euro, was einer Bruttorendite von 14 % entspricht.

### Verkauf durch TUI

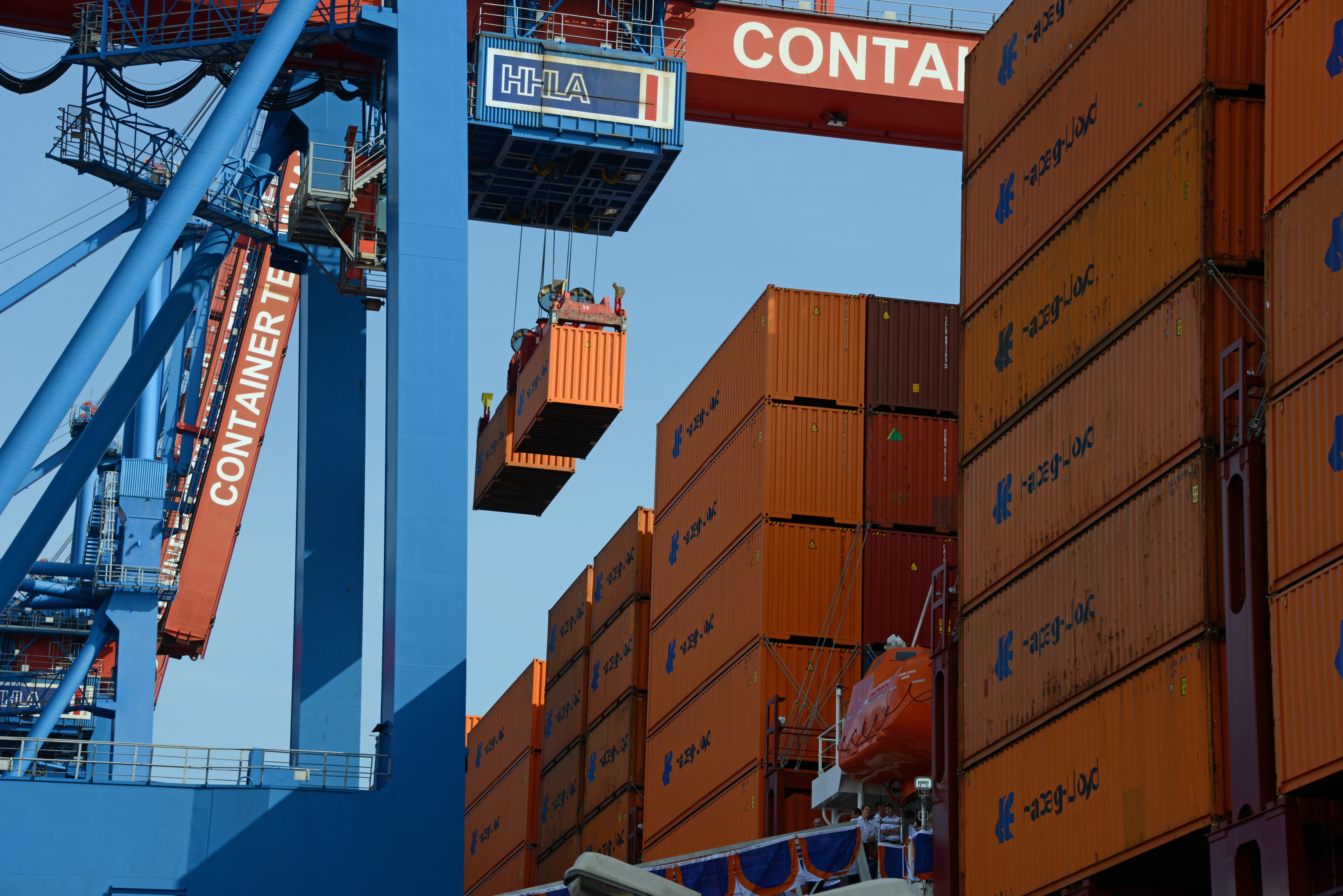
Containerverladung im Hamburger Hafen (CTA)

Im März 2008 wurde bekannt, dass die Muttergesellschaft TUI ihr Containerschifffahrtsgeschäft, und damit die Hapag-Lloyd AG, abstoßen wollte, um sich auf das ursprünglich eigene Kerngeschäft Touristik zu konzentrieren. Interessenten für eine Übernahme waren eine Hamburger Investorengruppe um den Kühne + Nagel-Eigentümer Klaus-Michael Kühne und den persönlich haftenden Gesellschafter der Bank M. M. Warburg Christian Olearius sowie die Reederei Neptune Orient Lines (NOL) in Singapur. Nachdem das Bieterverfahren am 21. Juli 2008 endete, hatten die Hamburger Investorengruppe und NOL zunächst unverbindliche Gebote eingereicht, die von TUI laut Medienberichten angeblich als inhaltlich „enttäuschend“ bezeichnet wurden.
Im Oktober 2008 zog NOL ihr Angebot angesichts der einsetzenden weltweiten Finanzkrise zurück und die Presse ging von einer künftigen „Hamburger Lösung“ aus. Bereits zwei Tage später tagte der Aufsichtsrat der TUI zu diesem Thema, um über eine Erwerbsgesellschaft gemeinsam mit dem Konsortium Albert Ballin – dessen Spiritus Rector und Verhandlungsführer Wolfgang Peiner war – das Unternehmen Hapag-Lloyd zu kaufen (jedoch ohne die Hapag-Lloyd Cruises, die nicht mehr Teil der Hapag-Lloyd AG war und auch im TUI-Konzern verbleiben sollte), zu jener Zeit mit 4,45 Milliarden Euro vor Nettoverbindlichkeiten bewertet. Für zwei Drittel der Anteile am Unternehmen sollte das Hamburger Konsortium 1,4 Milliarden Euro bezahlen.
Bedingt durch die Finanzkrise sah sich Klaus-Michael Kühne gezwungen, seinen ursprünglich geplanten mittelbaren Anteil zu reduzieren. Infolgedessen behielt der TUI-Konzern selbst 43,3 % und das Konsortium übernahm lediglich 56,7 %. Zusätzlich unterstützte TUI die Reederei in einem Kreditrahmen von einer Milliarde Euro. Aufgrund des krisenbedingt geringeren Transportaufkommens wurde ein Sparprogramm aufgelegt, das 2009 bereits etwa 745 Millionen Euro an Einsparungen umfasste und in den nächsten Jahren noch weiter ausgebaut wurde. Zusätzlich zu den Finanzspritzen der Eigner bewilligten die Bundesregierung und die Stadt Hamburg im Herbst 2009 im Rahmen des Konjunkturpakets II eine Ausfallbürgschaft über 90 % eines Kredits in Höhe von 1,2 Milliarden Euro.
TUI erhielt das Recht, dem Konsortium Albert Ballin ihren Anteil 2012 anzudienen. Die Hamburger Kaufleute hielten ihrerseits ein Vorkaufsrecht. Am 22. September 2011 gab TUI bekannt, dass Hapag-Lloyd die nicht in Anspruch genommene Bund-Länder-Bürgschaft zurückgeben und eine neue 500-Millionen-Dollar-Anleihe platzieren werde – mit dem erklärten Ziel, durch die Refinanzierung auf einen vollständigen Verkauf der Reederei hinzuarbeiten. Das Konsortium Albert Ballin wurde vereinbarungsgemäß Ende September 2013 wieder aufgelöst.
Ende März 2012 bewilligte die Hamburgische Bürgerschaft mit den Stimmen der Parteien SPD und Die Linke 420 Millionen Euro für einen weiteren Anteilskauf an der Reederei. Damit wurde die Stadt Hamburg über die HGV mit 36,9 % größter Einzelaktionär der Hapag-Lloyd AG.

### Zusammenschlüsse und Allianzen
Zum Jahreswechsel 2012/2013 war eine Verschmelzung mit der Reederei Hamburg Süd im Gespräch, die aber scheiterte.
Anfang 2014 unterzeichneten Hapag-Lloyd und die chilenische Reederei Compañía Sud Americana de Vapores (CSAV) eine Absichtserklärung über einen teilweisen Zusammenschluss der beiden Unternehmen, am 16. April 2014 bereits einen bindenden Vertrag. Nach Zustimmung aller relevanten Wettbewerbsbehörden im Dezember 2014 übernahm Hapag-Lloyd das Containergeschäft der CSAV, die im Gegenzug 30 % der Aktien von Hapag-Lloyd erhielt. Mit rund 200 Schiffen und einer Gesamttransportkapazität von ca. 1 Mio. TEU, stieg Hapag-Lloyd zur weltweit viertgrößten Linienreederei nach Maersk, MSC und CMA CGM auf. Nach einer Kapitalerhöhung in Höhe von 370 Millionen Euro, an der sich CSAV mit 259 Millionen Euro und Kühne Maritime mit 111 Millionen Euro beteiligten, waren Ende 2014 CSAV (34,0 %), HGV (23,2 %), Kühne Maritime (20,8 %) und TUI (13,9 %) die größten Gesellschafter von Hapag-Lloyd.
Im November 2015 erfolgte der Börsengang im Rahmen einer Kapitalerhöhung; es beteiligten sich die Kernaktionäre Kühne und CSAV mit je 30 Millionen Dollar. Der erste Handelstag für die Aktien im regulierten Markt (Prime Standard) der Frankfurter Börse war der 6. November. Hapag-Lloyd sah vor, mit dem Emissionserlös von rund 300 Mio. US-Dollar Schiffe und Container zu erwerben.
Im Mai 2016 wurde mit Nippon Yūsen, “K” Line, Yang Ming Line, Hanjin Shipping und Mitsui O.S.K. Lines „THE Alliance“ gegründet, die ab April 2017 (allerdings ohne den mittlerweile insolventen Partner Hanjin) den Betrieb aufnahm.
Zuvor wurde schon im April 2016 bekanntgegeben, dass Hapag-Lloyd mit der United Arab Shipping Company (UASC) Verhandlungen über einen Zusammenschluss führte. Die Fusion wurde im Mai 2017 abgeschlossen. Dabei übernahm Hapag-Lloyd die UASC inklusive der kompletten Flotte, während die Gesellschafter von UASC 28 % der Anteile an Hapag-Lloyd erhielten. Damit bestand die Flotte von Hapag-Lloyd nach dem Zusammenschluss aus 225 Schiffen mit einer Transportkapazität von zusammen 1,6 Mio. TEU. Ende März 2020 erhöhte die Kühne Holding AG über ihre Tochtergesellschaft Kühne Maritime GmbH ihre Beteiligung an Hapag-Lloyd auf über 30 %. Damit halten Kühne und CSAV inzwischen ungefähr gleich große Anteile.
Im Jahr 2019 erwarb Hapag-Lloyd eine Beteiligung von zehn Prozent am Terminal TC3 im Hafen Tanger Med Port 2, Marokko.
Im März 2021 gab Hapag-Lloyd den Abschluss eines Vertrags zum Kauf der niederländischen Containerreederei NileDutch bekannt. Die Übernahme wurde am 8. Juli des Jahres abgeschlossen.
Im April 2022 beteiligte sich Hapag-Lloyd am Jade-Weser-Port in Wilhelmshaven, indem sie die bis dahin von APM Terminals, einer Tochtergesellschaft der A.P. Møller – Mærsk A/S, gehaltenen 30 % der Anteile an der EUROGATE Container Terminal Wilhelmshaven GmbH & Co. KG und 50 % der Anteile an der Rail Terminal Wilhelmshaven GmbH übernahm. Die übrigen Anteile verblieben weiterhin bei EUROGATE. Anfang Juni 2022 schloss Hapag-Lloyd zudem die Übernahme des Container-Liniengeschäfts der Deutschen Afrika-Linien (DAL) erfolgreich ab, nachdem im März des Jahres ein Rahmenvertrag unterzeichnet worden war.
Im Januar 2023 erwarb Hapag-Lloyd eine Minderheitsbeteiligung von 49 % an der Spinelli Group, einem italienischen Terminal- und Transportunternehmen. Rund drei Monate später beteiligte sich Hapag-Lloyd mit 40 % an der J M Baxi Ports & Logistics Limited (JMBPL), einem Terminal- und Inlandtransport-Dienstleister in Indien. Anfang August folgte die 100-prozentige Akquisition des Terminalgeschäfts der chilenischen SM SAAM einschließlich der dazugehörigen Logistikdienstleistungen. Seit diesem Zeitpunkt sind die Geschäftsaktivitäten von Hapag-Lloyd in die Segmente Linienschifffahrt einerseits sowie Terminal & Infrastruktur andererseits gegliedert. Der Geschäftsbereich Terminal & Infrastruktur tritt seit Juli 2024 unter dem Markennamen „Hanseatic Global Terminals“ auf, er ist ein eigenständiges und unabhängiges Unternehmen mit Sitz in Rotterdam.
Hapag-Lloyd und das brasilianische Schifffahrts- und Logistikunternehmen Norsul gründeten 2023 ein neues Joint Venture mit dem Namen „Norcoast“, das auf der Grundlage einer 50:50-Partnerschaft ab dem ersten Quartal 2024 Container-Kabotage und -Feederdienste zwischen brasilianischen Häfen anbot.
Im Januar 2024 wurde bekannt, dass Hapag-Lloyd zusammen mit Maersk A/S ab Februar 2025 eine langfristige, operative Zusammenarbeit unter dem Namen „Gemini Cooperation“ starten wird; Hapag-Lloyd kündigte gleichzeitig an, „THE Alliance“ im Januar 2025 zu verlassen. Die neue Kooperation soll rund 340 Schiffe mit einer kombinierten Kapazität von 3,7 Millionen Standardcontainern (TEU) umfassen; davon soll Maersk 60 % und Hapag-Lloyd 40 % zur Verfügung stellen.

## Marken von Hapag-Lloyd

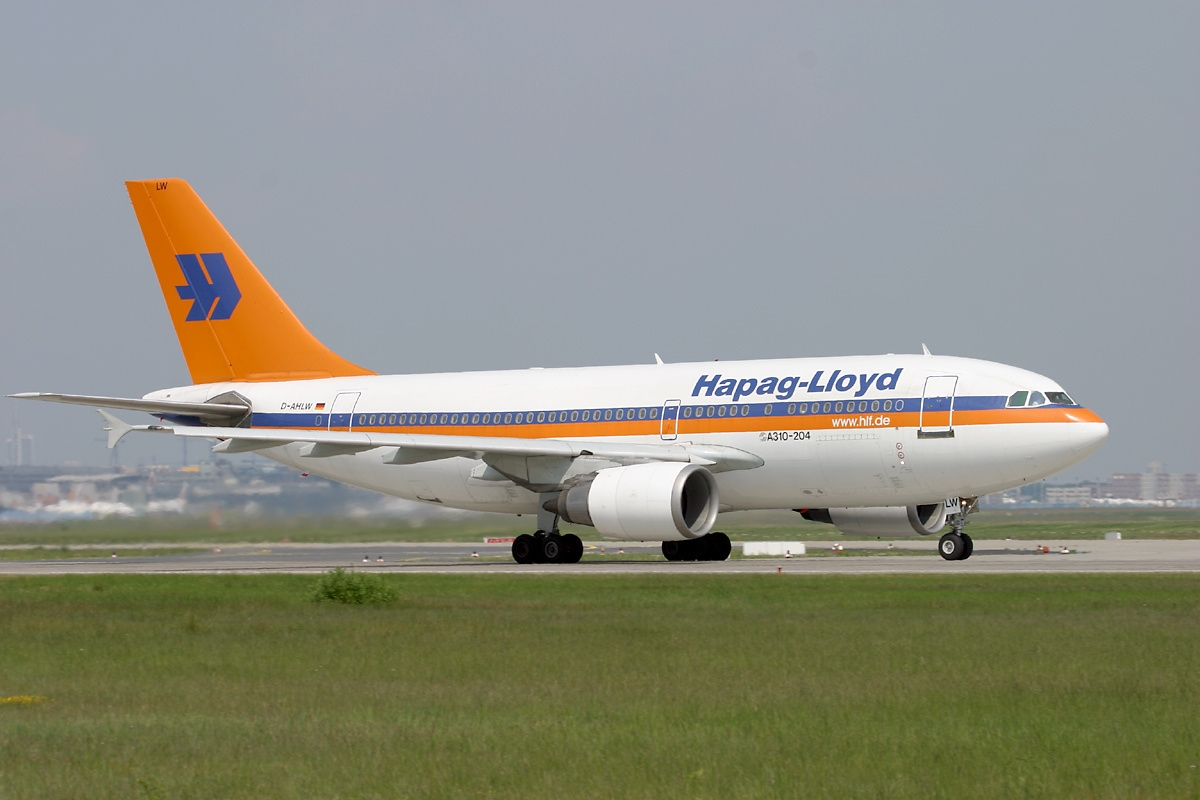
Ein Airbus A310 der Hapag-Lloyd Flug

Weiterhin direkt der TUI gehörig sind die Hapag-Lloyd Reisebüros. Im Februar 2020 wurde die Hapag-Lloyd Cruises an TUI Cruises, ein 50:50-Joint Venture der TUI AG und der Royal Caribbean Group, veräußert und auf die neue Gesellschaft verschmolzen.
Die ebenfalls zur TUI gehörenden Fluggesellschaften Hapag-Lloyd Flug und Hapag-Lloyd Express nutzten ab 2007 ausschließlich die gemeinsame Marke TUIfly. 2010 wurde die Gesellschaft (bis dahin noch Hapag-Lloyd Fluggesellschaft mbH) offiziell in „TUIfly“ umbenannt. Der zu Hapag-Lloyd Express gehörende Bereich Hapag-Lloyd Executive nutzte bis Ende 2013 die Marke „Hapag-Lloyd“ in seiner Außendarstellung.

## Flotte
Hapag-Lloyd setzte Ende 2024 299 Containerschiffe ein. Zum 31. Dezember 2024 befanden sich nach Stellplatzkapazität 58 % der Flotte im Eigentum. Die Gesamtkapazität der Schiffe betrug 2.346.000 TEU. Ende 2015 waren es 175 Schiffe mit einer Kapazität von 966.000 TEU, die Containerkapazität insgesamt lag bei 1.564.000 TEU.

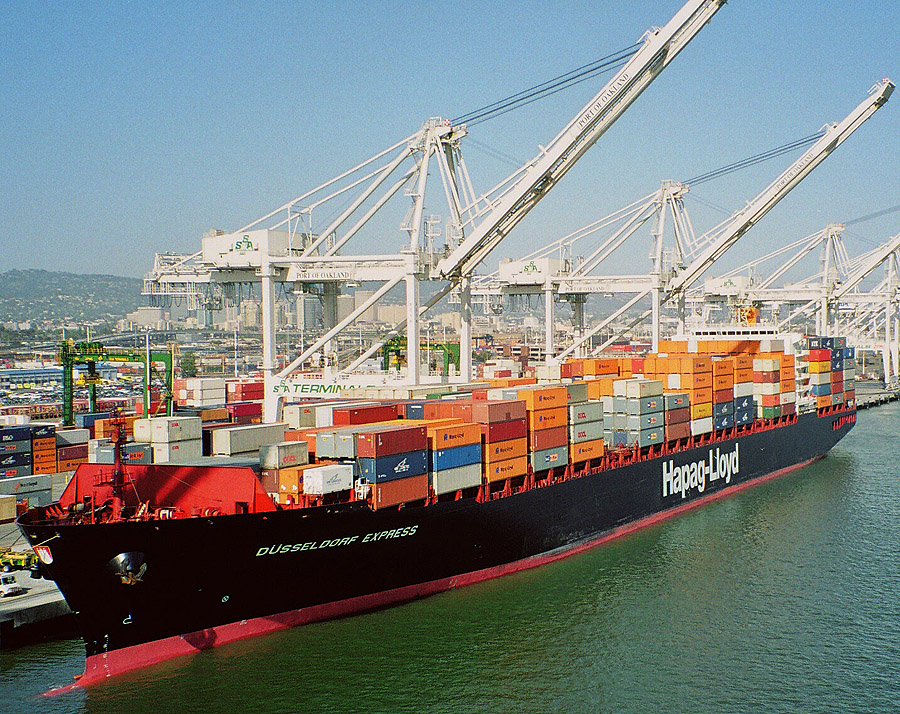
Containerschiff im Hafen von Oakland, Kalifornien

Frachtschiffe (chronologisch sortiert):
- Elbe-Express-Klasse
- Omni-Klasse bzw. Ludwigshafen-Klasse
- Melbourne Express
- Sydney Express
- Hamburg-Express-Klasse (1972/73)
- München (1978 gesunken)
- Stuttgart-Express-Klasse
- Frankfurt Express
- Humboldt-Express-Klasse
- Bonn-Express-Klasse
- Hannover-Express-Klasse (seit 2007: Kiel-Express-Klasse)
- London-Express-Klasse (mittlerweile: Kobe-Express-Klasse)
- Antwerpen-Express-Klasse
- Hamburg-Express-Klasse (2001–2003), (seit 2012: Dalian-Express-Klasse)
- Dublin-Express-Klasse
- Los-Angeles-Express-Klasse
- Colombo-Express-Klasse
- Charleston-Express-Klasse
- Toronto-Express-Klasse
- Prague-Express-Klasse
- Vienna-Express-Klasse
- Hamburg-Express-Klasse (2012–2014), (seit 2022: Dortmund-Express-Klasse)
- Valparaíso-Express-Klasse
- Hamburg-Express-Klasse (2023–2025)[50][51][52]

Seit der Fusion mit der UASC neu in der Frachtschiffflotte:
- UASC A7-Klasse
- UASC A13-Klasse, (auch: Umm Salal-Typ)
- UASC A15-Klasse
- UASC A19-Klasse, (anfangs: UASC A18-Klasse)

Ausbildungsschiffe:
- Chicago Express
- Kuala Lumpur Express

## Aufsichtsrat
Ende 2014 wurde Michael Behrendt Vorsitzender des Aufsichtsrates. Von Januar 2002 bis zum Juni 2014 war er Vorstandsvorsitzender. Der Aufsichtsrat besteht aus 16 Mitgliedern; stellvertretender Aufsichtsratsvorsitzender ist Klaus Schroeter (Tarifkoordinator der ver.di) (Stand Mai 2025).

## Aktionärsstruktur
Die bedeutendsten Anteilseigner sind mit Stand Ende Dezember 2024:
| Anteilseigner                                                                                              | Anteil |
| --- | ------ |
| Kühne Maritime GmbH / Kühne Holding AG                                                                     | 30,0 % |
| CSAV Germany Container Holding GmbH                                                                        | 30,0 % |
| Freie und Hansestadt Hamburg über HGV Hamburger Gesellschaft für Vermögens- und Beteiligungsmanagement mbH | 13,9 % |
| Qatar Holding Germany GmbH                                                                                 | 12,3 % |
| Public Investment Fund (PIF) on behalf of the Kingdom of Saudi Arabia                                      | 10,2 % |
| Streubesitz                                                                                                | 3,6 %  |